# Cash Money Records
Cash Money (o también estilizado como Ca$h Money) es un sello discográfico estadounidense fundado por los hermanos, Bryan "Birdman" Williams y Ronald "Slim" Williams. La disquera es distribuida por Republic Records, que solía ser antes llamado como Universal Republic. El sello en sí ha patrocinado a una larga lista de artistas de hip hop, tales como Lil Wayne, Drake o Nicki Minaj. Esto llevó a Cash Money a convertirse en uno de los sellos discográficos más exitosos en la historia del hip-hop.

## Historia
El primer artista del sello fue, luego "Kilo-G" que publicó "The Sleepwalker" en 1992, vendiendo apenas 13.000 copias en el barrio. Durante los próximos 4 años, Cash Money sacó un montón de publicaciones de parte de artistas como Pimp Daddy, U.N.L.V. (Uptown Niggaz Living Violently), Ms. Tee, Mr. Ivan, Lil' Slim, Big Man (PxMxWx), B.G., Jason Derülo y muchos más, vendiendo en torno a 4 millones de álbumes sin realizar videoclip ni tener un hit en las listas de Billboard. Pero el gran pelotazo de Cash Money llegó en 1997 cuando los artistas más populares de la compañía, los Hot Boys (Juvenile, B.G., Lil' Wayne y Turk), llamaron la atención de Universal Records, sobre todo Juvenile, que había vendido 611.000 copias con Soulja Rags independientemente. Finalmente, en 1998, los co-CEO (jefe ejecutivo) Ronald "Slim" Williams y Brian "Baby" Williams firmaron un contrato de distribución de 30 millones con Universal Records.
Entre 1998 y 2001 Cash Money vivo su época más fructífera. Ascendieron al estrellato y se convirtieron en todo una referencia dentro del rap americano. La discográfica produjo 18 singles que fueron Top 5 en las listas de Billboard, y 11 álbumes platino y multi-platino, casi todos supervisados por el productor de la casa, Mannie Fresh. El éxito parecía crecer sin freno, pero esta progresión se vio sacudida por los incidentes cuando dos integrantes de los Hot Boys dejaron Cash Money. Los problemas a la discográfica llegaron cuando Juvenile y B.G., cuestionaron la situación financiera de Brian Williams. Algunos de sus artistas afirmaban sentirse estafados ya que utilizaba sus ganancias para sus lujosos hábitos. También se filtró que seguía traficando con heroína, tema que aparece en la canción de B.G., Made Man. El primero en dejar la casa fue B.G. (acusando a Brian "Baby" Williams de no pagarle ni un dólar por los álbumes publicados antes de 1998), después, en 2001 Juvenile (reclamando que solo había recibido la mitad del dinero acumulado en las giras durante 4 años, tampoco recibió el pago verdadero que le correspondía por el álbum platino 400 Degreez) y Turk también lo hicieron, quedando sólo Lil Wayne y Big Tymers. Juvenile presentó cinco demandas a la vez, exigiendo una indemnización de cinco millones de dólares. Pero todas fueron desestimadas por falta de pruebas.

La salida de dos superestrellas de Cash Money no se vio afectada en el número de ventas. Entre 2001 y 2003, la compañía vendió 7 millones de discos, y la canción "Still Fly" de Big Tymers fue nominada a dos Grammy. Pero en abril de 2003, Juvenile volvió para grabar un álbum definitivo, Juve The Great, que vendió 3 millones de copias, convirtiéndose en el tercer álbum del sello con más ventas.
Hace poco, el cofundador de Cash Money, Brian "Baby" Williams, aka "The Birdman", y ha firmado acuerdos con Lugz, Sean John Clothing, Jacob The Jeweler y Aire Watch Co. USA, entre otros. El antiguo miembro de los Hot Boys, Lil' Wayne, fue nombrado presidente de Cash Money Records y CEO de Young Money Entertainment.
Recientemente, Mannie Fresh anunció su inesperada salida de Cash Money Records (pero mantiene que únicamente es una decisión de negocios) para firmar con Chopper City Records, discográfica regentada por B.G., un exmiembro del sello.
El 10 de enero de 2012, se dio a conocer la noticia que Chris Richardson, exparticipante de American Idol se unió a las filas de Cash Money luego de haber participado en el sencillo de Tyga "Far Away" en mayo del 2011.
En 2014 se dio a conocer que Tyga, Lil Twist y Jay Sean salían repentinamente de Cash Money Records, al parecer por malos tratos y problemas internos dentro de la compañía.

## Artistas actuales
| Artista                | Año de diseño (a partir de 2018) | N.º Álbumes bajo disquera | Disqueras       | Subsidiario              |
| ---------------------- | -------------------------------- | ------------------------- | --------------- | ------------------------ |
| Birdman                | Co-founder                       | 6                         | Cash Money      | Rich Gang                |
| Ronald "Slim" Williams | Co-founder                       | 3                         | Cash Money      | Rich Gang                |
| Gudda Gudda            | 2005                             | 1                         | Cash Money      | –                        |
| T-Streets              | 2005                             | –                         | Cash Money      | –                        |
| Mack Maine             | 2005                             | 5                         | Cash Money      | Soothe Your Soul Records |
| Lil Twist              | 2007                             | 4                         | Cash Money      | New Money Records        |
| Shanell                | 2008                             | 1                         | Cash Money      | –                        |
| Nicki Minaj            | 2009                             | 5                         | Cash Money      | Pink Friday Records      |
| Cory Gunz              | 2010                             | 3                         | Cash Money      | –                        |
| Flow                   | 2011                             | 3                         | Cash Money      | Flame Gang Music         |
| Euro                   | 2013                             | 1                         | Cash Money      | –                        |
| Caskey                 | 2013                             | 3                         | Cash Money      | Money Mack Entertainment |
| Jacquees               | 2014                             | 6                         | Cash Money      | 4275 Entertainment       |
| Young Thug             | 2014                             | 2                         | Rich Gang       | —                        |
| Rich Homie Quan        | 2014                             | 2                         | Rich Gang       | —                        |
| Juvenile               | 2014 (re-sign)                   | 5                         | Cash Money      | UTP Records              |
| Turk                   | 2015 (re-sign)                   | 1                         | Cash Money      | YNT Records              |
| AR-Ab                  | 2015                             | –                         | Cash Money      | OBH Records              |
| Neno Calvin            | 2015                             | –                         | Rich Gang       | –                        |
| Derez De'Shon          | 2016                             | 3                         | Rich Gang       | –                        |
| Elettra Lamborghini    | 2017                             | 1                         | Cash Money      | –                        |
| 9lokkNine              | 2018                             | –                         | Cash Money      | AFNF LLC.                |
| Saviii 3rd             | 2018                             | –                         | Cash Money West | –                        |
| Blueface               | 2018                             | 1                         | Cash Money West | –                        |

## Productores internos
Desde su fundación hasta 2005, Mannie Fresh fue el conocido (Jefe de producción) de todos los lanzamientos de Cash Money, como productor residente del sello. La disquera no contará con un productor interno adecuado hasta agosto de 2010, cuando el dúo de producción Cool and Dre firmó con la disquera. Desde entonces, la disquera ha hecho crecer su división de producción al contratar más productores.
- Birdman
- Cool & Dre[8]
- Detail
- DJ Nasty & LVM[9]
- DJ Swamp Izzo
- Dub Tha Prodigy
- D Roc
- Illa Jones
- London on da Track
- Natra Average
- Mr. Beatz[10]
- Superearz (Production team)
- TEAUXNY
- The Olympicks[11][12]
- RedOne
- The Renegades[13]
- Sap[14]
- Yung Berg
- JAE L.A.[15]

## Asuntos legales
En octubre de 2009, Thomas Marasciullo demandó a Cash Money Records, Birdman, Lil Wayne y varios medios de distribución de música por infracción de derechos de autor, quien afirma que su voz se usó sin permiso. Los raperos le pidieron que grabara algunas "grabaciones de palabras habladas al estilo italiano" en 2006. Las letras supuestamente se usaron en el sencillo "Respect" y otras pistas del álbum de colaboración de los raperos Like Father, Like Son y Birdman 5 * Stunna.
En 2011, Done Deal Enterprises demandó a Cash Money Records, Lil Wayne, Universal Music Group y Young Money Entertainment por $15 millones de dólares, donde afirman que la canción de Lil Wayne "BedRock" fue plagiada del cantante Done Deal.

## Discografía

### Álbumes de compilación
| Título              | Detalles del álbum                                                                        | Posicionamiento en listas | Posicionamiento en listas | Posicionamiento en listas |
| Título              | Detalles del álbum                                                                        | US                        | US R&B                    | US Rap                    |
| ------------------- | ----------------------------------------------------------------------------------------- | ------------------------- | ------------------------- | ------------------------- |
| Rich Gang (Birdman) | - Publicado: 23 de julio de 2013 - Disquera: Cash Money, - Formatos: CD, Descarga digital | 9                         | 2                         | 2                         |